# Małomice (gmina)
Pour les articles homonymes, voir Małomice.
La gmina de Małomice est une gmina urbaine-rurale (gmina miejsko-wiejska) ou mixte de la powiat de Żagań, dans la Voïvodie de Lubusz, dans l'ouest de la Pologne.
Son siège administratif (chef-lieu) est la ville de Małomice qui se situe à environ 12 kilomètres au sud-est de Żagań (siège de la powiat) et 43 kilomètres au sud-ouest de Zielona Góra (siège de la diétine régionale).
La gmina couvre une superficie de 79,5 km2 pour une population de 5 443 habitants en 2006 avec une population pour la ville de Małomice de 3 623 habitants et pour la partie rurale de 1 820 habitants.

## Histoire
De 1975 à 1998, la gmina est attachée administrativement à la voïvodie de Zielona Góra.

Depuis 1999, elle fait partie de la voïvodie de Lubusz.

## Géographie
Outre la ville de Małomice, la gmina inclut les villages et localités de :

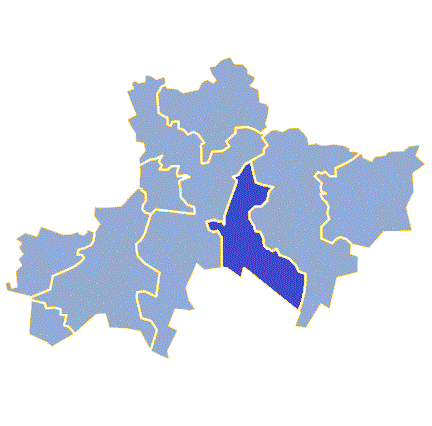
Plan de la gmina

- Bobrzany
- Chichy
- Lubiechów
- Śliwnik
- Żelisław

### Gminy voisines
La gmina de Małomice est voisine des gminy suivantes :
- Osiecznica
- Szprotawa
- Żagań

## Structure du terrain
D'après les données de 2002, la superficie de la commune de Małomice est de 79,5 kilomètres carrés, répartis comme telle :
- terres agricoles : 45%
- forêts : 45%

La commune représente 7,03% de la superficie du powiat.

## Démographie
Données du 27 février 2008:
| Description        | Total  | Total | Femmes | Femmes | Hommes | Hommes |
| ------------------ | ------ | ----- | ------ | ------ | ------ | ------ |
| Unité              | Nombre | %     | Nombre | %      | Nombre | %      |
| Population         | 5 518  | 100   | 2 840  | 51,5   | 2 678  | 48,5   |
| Densité (hab./km²) | 69,4   | 69,4  | 35,7   | 35,7   | 33,7   | 33,7   |